# Linea Seohae

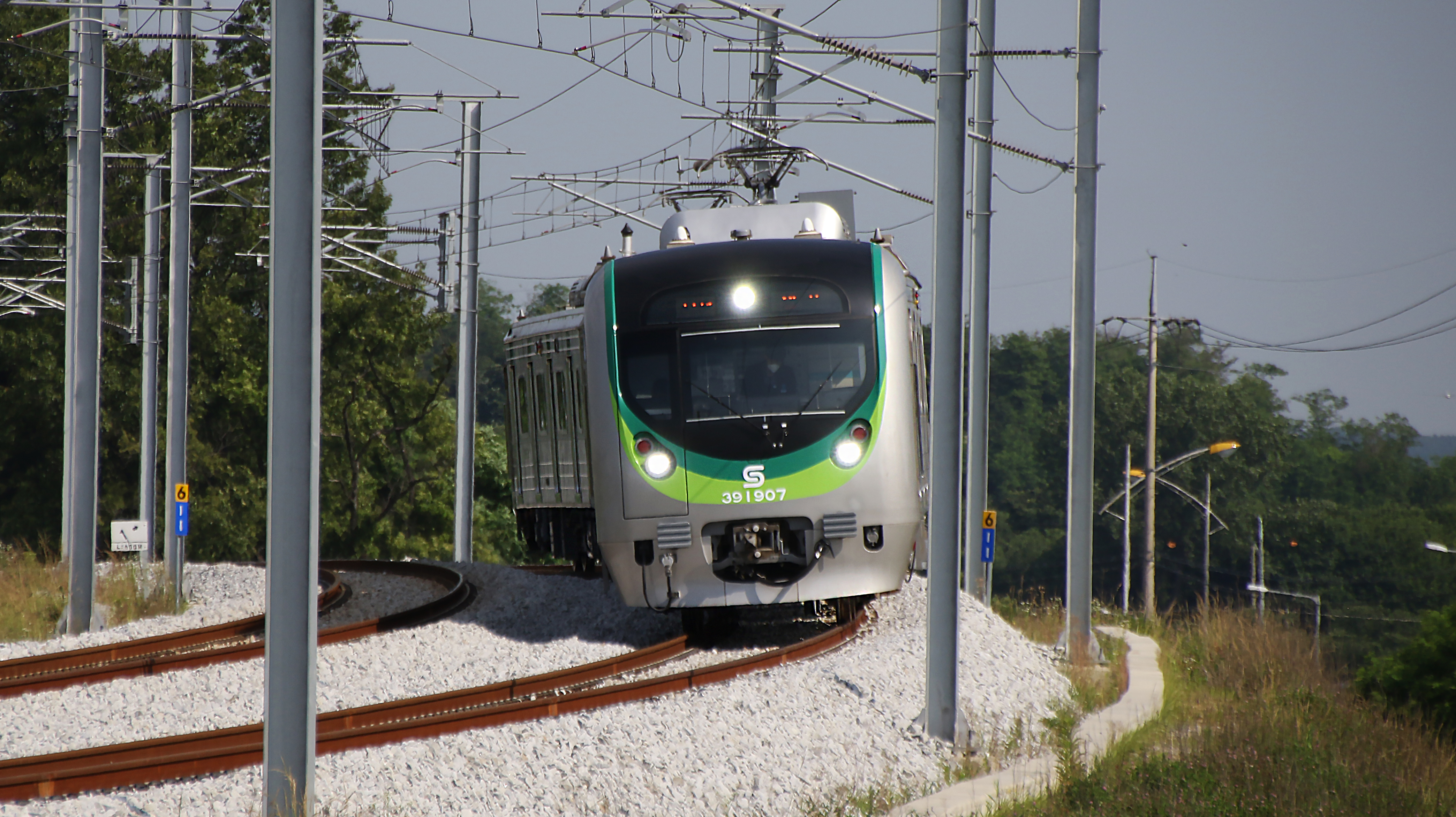
Un treno della serie 391000 ritratto in corsa

La linea Seohae (서해선?, 西海線?, Seohae seonLR) è una linea ferroviaria in Corea del Sud che collega da sud a nord la parte orientale della periferia di Seul, unendo in prevalenza diversi centri urbani della regione del Gyeonggi-do. La costruzione è iniziata il 31 marzo 2011 ed è stata inaugurata il 16 giugno 2018. L'infrastruttura sarà gestita per 20 anni dalla società "Irail".
Le corse vengono operate ogni 12 minuti per senso di marcia durante l'ora di punta, e ogni 20 minuti durante le fasce di morbida.

## Storia
Dopo il completamento della pianificazione, la costruzione è stata affidata al consorzio Daewoo in finanza di progetto, selezionato come vincitore nel settembre 2008. La realizzazione doveva durare da ottobre 2009 a marzo 2013, tuttavia, a causa della crisi finanziaria globale, è stato difficile raccogliere investitori per finanziare il progetto e i negoziati si sono bloccati. Un accordo è stato finalmente firmato il 21 dicembre 2010, con l'inizio dei lavori nella prima metà del 2011. I costi del progetto sono 1.5248 trilioni di won sudcoreani, l'appaltatore ha in tutto sette anni per la progettazione e la costruzione e gestirà e manterrà la linea per i primi 20 anni di funzionamento.
I lavori sulla prima sezione sono iniziati nel 2011, e l'apertura della prima tratta è avvenuta il 16 giugno 2018.

## Progetti futuri
Il 1º settembre 2010, il governo sudcoreano ha annunciato un piano strategico per ridurre i tempi di viaggio da Seoul al 95% del paese in meno di 2 ore entro il 2020. Come parte del piano, la prima sezione della linea verrà ulteriormente velocizzata fino a 230 km/h, mentre l'estensione Wonsi – Hwayang è prevista con una velocità fino ai 250 km/h e la linea potrebbe vedere il servizio KTX.
La seconda sezione andrà a nord da Sosa a Daegok sulla linea Gyeongui-Jungang e sulla linea 3 della metropolitana di Seoul, anche se il servizio continuerà fino a Ilsan. Saranno disponibili interscambi con diverse altre linee. Si prevede di aprire la nuova tratta il 29 giugno 2021.
Ulteriori progetti prevedono l'ammodernamento e l'incorporazione della linea Gyooe, una ferrovia a binario unico non elettrificata senza servizio passeggeri che collega la stazione di Neunggok (con un incrocio appena prima della stazione di Daegok) e la stazione di Uijeongbu a Uijeongbu. La linea Uijeongbu – Daegok – Sosa – Wonsi fornirebbe quindi un servizio di metropolitana orbitale a semicerchio settentrionale intorno a Seoul, completando il semicerchio meridionale formato dalla linea Bundang e dalla linea Suin.
Dall'estremità meridionale di Wonsi, è in esame un'estensione verso sud che si colleghi alla linea Janghang prima della stazione di Hongseong.

## Stazioni
| Codice                                                   | Stato                   | Stazione            | Stazione       | Stazione       | Distanza interst. | Distanza totale | Collegamenti                              | Posizione   | Posizione        |
| Codice                                                   | Stato                   | Alfabeto            | Hangeul        | Hanja          | Distanza interst. | Distanza totale | Collegamenti                              | Posizione   | Posizione        |
| -------------------------------------------------------- | ----------------------- | ------------------- | -------------- | -------------- | ----------------- | --------------- | ----------------------------------------- | ----------- | ---------------- |
| Servizio diretto da/per Ilsan via linea Gyeongui-Jungang |                         |                     |                |                |                   |                 |                                           |             |                  |
| S11                                                      | Apertura 29 giugno 2021 | Daegok              | 대곡           | 大谷           | -,-               | -,-             | Linea 3 Linea Gyeongui-Jungang            | Gyeonggi-do | Goyang           |
| S12                                                      | Apertura 29 giugno 2021 | Neunggok            | 능곡           | 陵谷           | -,-               | -,-             | Linea Gyeongui-Jungang                    | Gyeonggi-do | Goyang           |
| S13                                                      | Apertura 29 giugno 2021 | Gimpo Int'l Airport | 김포공항       | 金浦空港       | -,-               | -,-             | Linea 5 Linea 9 Linea AREX Gimpo Goldline | Seul        | Gangseo-gu       |
| S14                                                      | Apertura 29 giugno 2021 | Wonjong             | 원종           | 遠宗           | -,-               | -,-             | Linea 1                                   | Gyeonggi-do | Bucheon, Sosa-gu |
| S15                                                      | Apertura 29 giugno 2021 | Bucheon Stadium     | 부천종합운동장 | 富川綜合運動場 | -,-               | -,-             | Linea 7                                   | Gyeonggi-do | Bucheon, Sosa-gu |
| S16                                                      | In servizio             | Sosa                | 소사           | 素砂           | 0,0               | 0,0             | Linea 1                                   | Gyeonggi-do | Bucheon, Sosa-gu |
| S17                                                      | In servizio             | Sosaeul             | 소새울         |                | 1,7               | 1,7             |                                           | Gyeonggi-do | Bucheon, Sosa-gu |
| S18                                                      | In servizio             | Siheung Daeya       | 시흥대야       | 始興大也       | 2,1               | 3,8             |                                           | Gyeonggi-do | Siheung          |
| S19                                                      | In servizio             | Sincheon            | 신천           | 新川           | 1,4               | 5,2             |                                           | Gyeonggi-do | Siheung          |
| S20                                                      | In servizio             | Sinhyeon            | 신현           | 新峴           | 3,3               | 8,5             |                                           | Gyeonggi-do | Siheung          |
| S22                                                      | In servizio             | Siheung City Hall   | 시흥시청       | 始興市廳       | 3,6               | 12,1            |                                           | Gyeonggi-do | Siheung          |
| S23                                                      | In servizio             | Siheung Neunggok    | 시흥능곡       | 始興陵谷       | 1,3               | 13,4            |                                           | Gyeonggi-do | Siheung          |
| S24                                                      | In servizio             | Dalmi               | 달미           | 達味           | 2,4               | 15,8            |                                           | Gyeonggi-do | Siheung          |
| S25                                                      | In servizio             | Seonbu              | 선부           | 仙府           | 1,6               | 17,4            |                                           | Gyeonggi-do | Ansan, Danwon-gu |
| S26                                                      | In servizio             | Choji               | 초지           | 草芝           | 1,7               | 19,1            | Linea 4 (linea Ansan) Linea Suin          | Gyeonggi-do | Ansan, Danwon-gu |
| S27                                                      | In servizio             | Siu                 | 시우           | 時雨           | 1,4               | 20,5            |                                           | Gyeonggi-do | Ansan, Danwon-gu |
| S28                                                      | In servizio             | Wonsi               | 원시           | 元時           | 1,5               | 22,0            |                                           | Gyeonggi-do | Ansan, Danwon-gu |

### Interconnessioni
Dalla stazione di Siu si dirama l'interconnessione Ansan (안산연결선?, 安山連結線?, Ansan yeongyeolseonLR), che raggiunge la stazione di Ansan.

## Materiale Rotabile
La linea Seohae utilizza gli elettrotreni Korail Class 391000 composti da 4 carrozze.